# Więcmierzyce
Więcmierzyce est une localité polonaise du gmina de Grodków, située dans le powiat de Brzeg (voïvodie d'Opole).
En 2021, la localité compte 402 habitants.

## Histoire
De 1742 à 1945, Winzenberg fait partie de l'arrondissement de Grottkau dans le district d'Oppeln au sein de la province de Silésie.